# László L. Simon

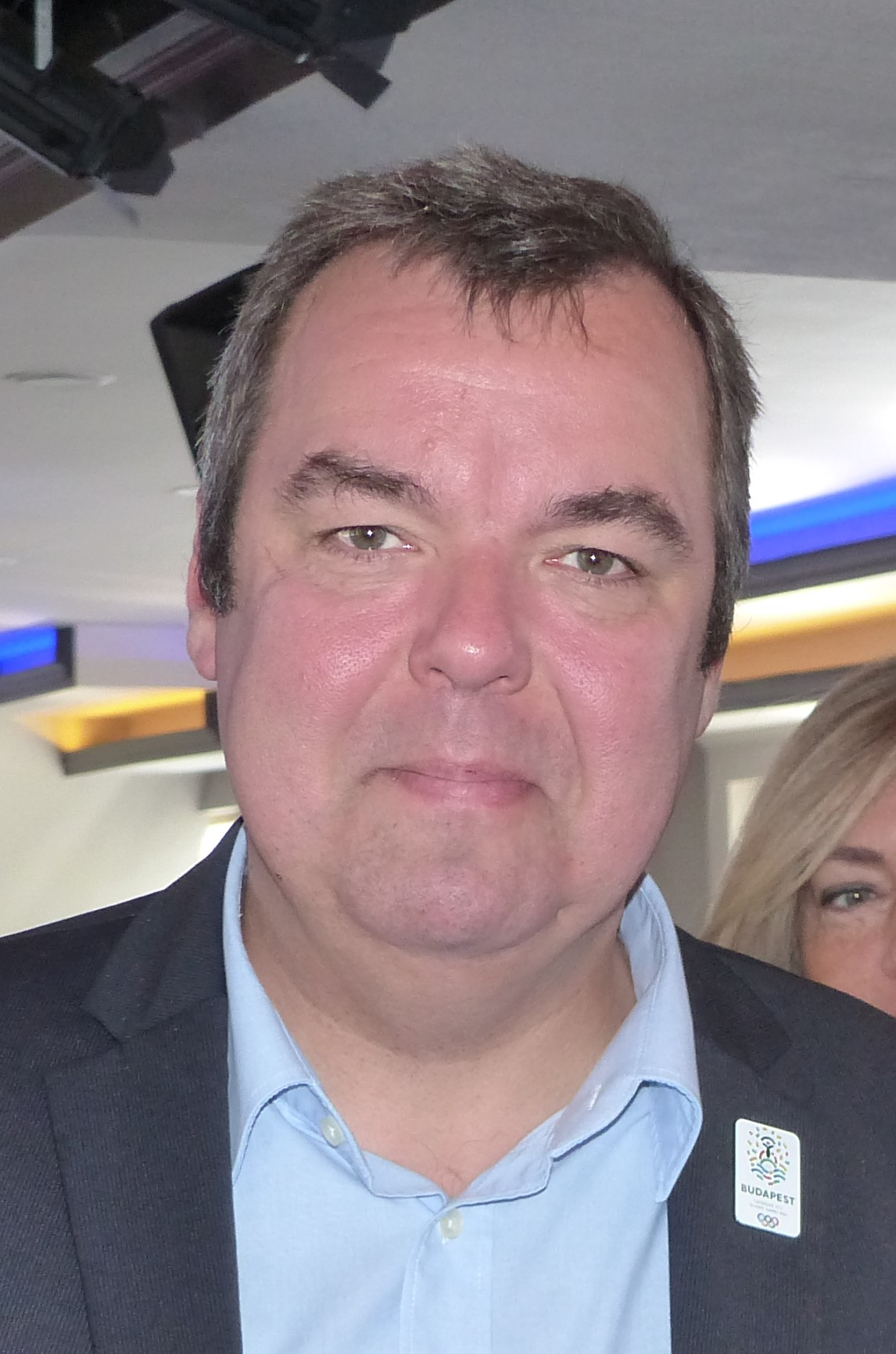
László L. Simon (2016)

László L. Simon (* 28. März 1972 in Székesfehérvár) ist ein ungarischer Politiker der Fidesz – Ungarischer Bürgerbund und Schriftsteller. Vom 18. Juni 2012 bis zum 15. Februar 2013 war er Kulturstaatssekretär des Ministeriums für Humanressourcen.

## Leben
Simon studierte Geschichte und Literatur an der Eötvös-Loránd-Universität in Budapest. Zwischen 1998 und 2004 war er Vorsitzender der Union Junger Schriftsteller und von 2004 bis 2010 Sekretär des ungarischen Schriftstellerverbandes. Er gab die Zeitschriften Magyar Műhely, Kortárs und Kommentará heraus und war bis 2007 Chefredakteur des Szépirodalmi Figyelő.
Simon wurde 2010 als Kandidat der Fidesz in die Nationalversammlung von Ungarn für Gárdony (Komitat Fejér) gewählt. Von 14. Mai 2010 bis 18. Juni 2012 war er Vorsitzender des Parlamentarischen Ausschusses für Kultur und Pressefreiheit. Nach dem Rücktritt von Géza Szőcs ernannte ihn der neue Minister Zoltán Balog am 18. Juni 2012 zum Staatssekretär für Kultur. Nach acht Monaten wurde er aufgrund von Differenzen mit dem Minister wieder entlassen. Simon wurde am 1. März 2013 zum zweiten Mal zum Vorsitzenden des Ausschusses für Kultur und Pressefreiheit gewählt. Vom 15. Juni 2014 bis zum 5. Juli 2016 war er als Minister für Denkmalschutz und Kapitalprojekte im Büro des Premierministers tätig. Bei den Parlamentswahlen 2018 wurde er zum dritten Mal von der Fidesz zum Abgeordneten gewählt. Er ist stellvertretender Vorsitzender des parlamentarischen Kulturausschusses.
László L. Simon ist verheiratet und hat vier Kinder. Er lebt mit seiner Familie in  Agárd.

## Werke
- (visszavonhatatlanul…) (Árgus Kiadó – Orpheusz Kiadó, 1996) ISBN 978-963-7971-72-3
- Egy paradigma lehetséges részlete (Magyar Műhely, 1996) ISBN 978-963-7596-22-3
- met AMorf ózis (Orpheusz Kiadó, 2000) ISBN 978-963-9101-67-8
- Secretum sigillum Magyar Műhely Kiadó, 2003. ISBN 978-963-7596-33-9
- Nem lokalizálható (Orpheusz Kiadó – Magyar Műhely Kiadó, 2003.) ISBN 978-963-9377-42-4
- Hidak a Dunán (Ráció Kiadó, 2005) ISBN 978-963-86525-7-7
- Édes szőlő, tüzes bor. A Velencei-tó környékének szőlő- és borkultúrája (mit László Lukács und Lajos Ambrus; Ráció Kiadó – Velencei-tó Környékéért Alapítvány, 2005) ISBN 978-963-86525-8-4
- Versenyhátrány. A (kultúr)politika fogságában (Kortárs Kiadó, 2007) ISBN 978-963-9593-59-6
- Háromlábú lovat etető lány (with Tibor Palkó; Ráció Kiadó, 2009) ISBN 978-963-7596-68-1
- Japán hajtás (Kortárs Kiadó – Fiatal Írók Szövetsége, 2008.) ISBN 978-963-9593-76-3
- A római szekér. Kulturális politika – politikai kultúra (Ráció Kiadó, 2010) ISBN 978-963-9605-85-5
- Személyes történelem (Ráció Kiadó, 2011) ISBN 978-615-5047-12-1
- Szubjektív ikonosztáz (Ráció Kiadó, 2012) ISBN 978-615-5047-31-2